# Българо-унгарско средно училище „Христо Ботев“
Българо-унгарското средно училище „Христо Ботев“ (на унгарски: Hriszto Botev Bolgár–Magyar Általános Iskola és Gimnázium) с изучаване на български език в град Будапеща, Унгария провежда обучение от детска градина до завършване на средно образование. Училището действа в периода 1918 – 2011 г.

## История
Започва да функционира през 1918 г. За провеждането на учебните занятия са наети 2 класни стаи в унгарско училище. В продължение на години се издържа със собствени средства – наема учители, помещения в унгарски училища, дори осигурява дрехи за бедни деца.
През 1950-те години настъпва нов период в развитието на училището. Неговата издръжка и професионално ръководство се поемат от България. Училището се премества в постоянна сграда, предоставена от правителството на Унгария. До края на 1980-те години училището работи със стабилен брой деца, някои от които преминават целия курс на обучение – от детска градина до завършването на гимназия.
Училището е закрито през 2011 г. със заповед № РД-14-55 на България от 6 юли същата година.

## Възпитаници
- Данчо Мусев (р. 1972), председател на Българско републиканско самоуправление[3]
- Симеон Варга (р. 1971), постоянен наблюдател от българската малцинствена квота в Националното събрание на Унгария[4]